# Tuta, Boyacá
Tuta là một khu tự quản thuộc tỉnh Boyacá, Colombia. Thủ phủ của khu tự quản Tuta đóng tại Tuta Khu tự quản Tuta có diện tích ki lô mét vuông. Đến thời điểm ngày 28 tháng 5 năm 2005, khu tự quản Tuta có dân số 7502 người.